# Юхнов
Юхнов — місто (з 1777) в Росії, адміністративний центр Юхновського району Калузької області.
Розташоване на правому березі Угри при впаданні в неї Кунової, на автодорозі Москва — Рославль (А101), за 35 км від залізничної станції Мятлевська лінії «Калуга — Вязьма», за 85 км на північний захід від Калуги.

## Історія
Відоме з XV століття, з моменту заснування на березі Угри Юхновського Казанського чоловічого монастиря (Юхновська Пустинь). У 1611 зруйновано поляками, відновлене в 1633.
У 1777 указом Катерини II надано статус міста; з 1796 — повітове місто Юхновського повіту Смоленської губернії. Розвиток міста в XIX столітті пов'язано з проведенням Московсько-Варшавського шосе.
У 1921 місто було практично знищено пожежею, проте незабаром було відбудовано заново.
З 1929 Юхнов стає районним центром Юхновського району Сухиницького округу Західної області (з 1944 — Калузької області).

## Економіка
- лісопереробні підприємства (ВАТ «Оріон», ДУ «Юхновсільліс»)
- філія ТОВ «Нова зірка» (швейна фабрика)
- ВАТ «Автомобіліст» (перевезення пасажирів)
- малі підприємства зі складання і встановлення пластикових вікон.
- Юхновський коровай (виробництво хлібобулочних виробів).
- Еко-селище «Юхновград» — туристичне селище з розвиненою інфраструктурою, яке приймає більш ніж 5 000 туристів щорічно (Сайт селища: ).

### У місті народилися
- Яншин Михайло Михайлович (1902—1976) — радянський актор, режисер, народний артист СРСР (1955)
- Коптюг Валентин Панасович (1931—1997) — російський хімік, віце-президент РАН
- Фадеєв Дмитро Костянтинович